# 슈아르족

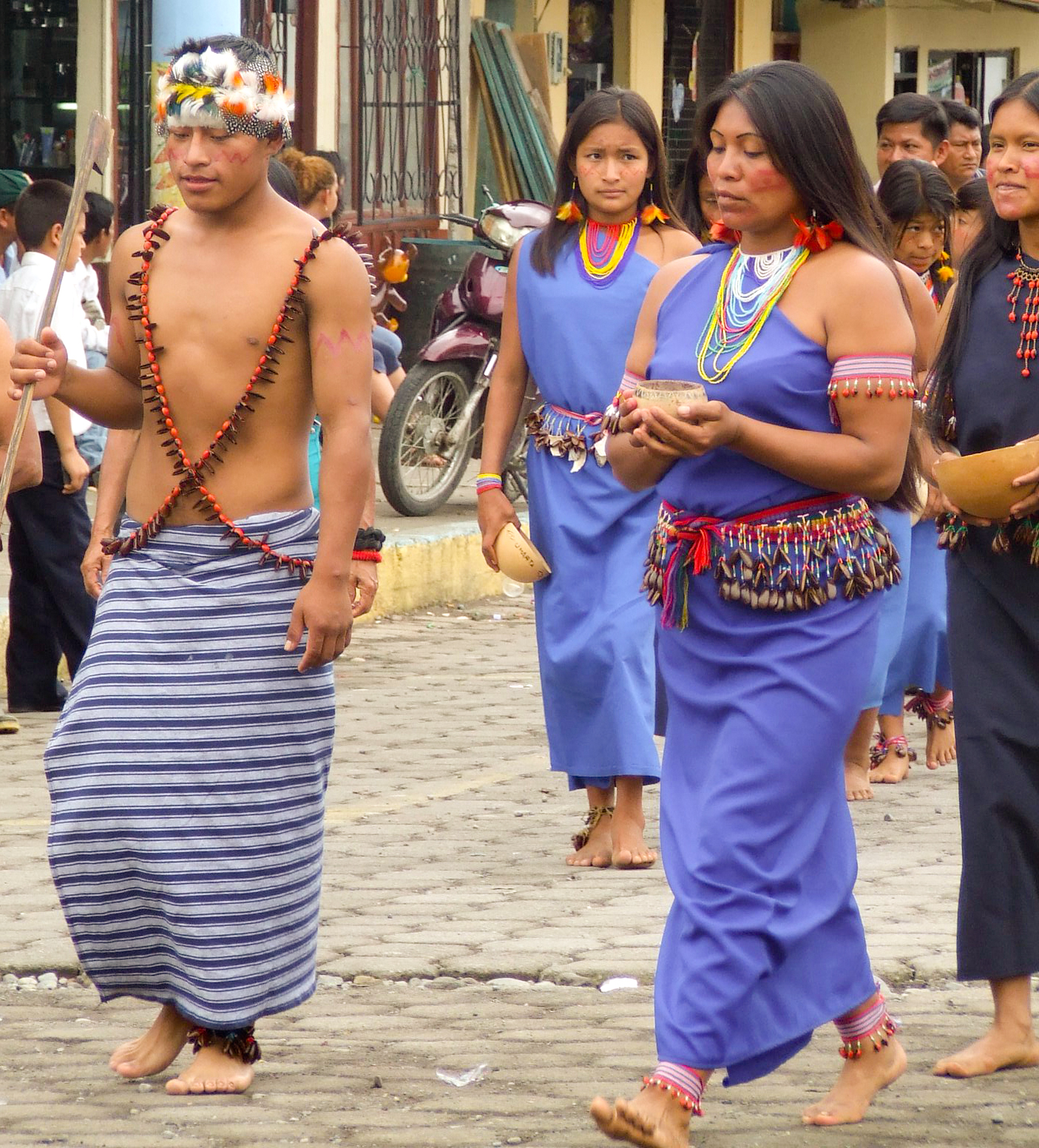

슈아르족(Shuar)은 에콰도르와 페루에 걸친 아마존 우림 지대에 사는 토착 민족 집단이다. 이들은 뛰어난 수렵 기술과 '짠짜'(Tsantsa)로 알려진 쪼그라든 머리 전통으로 잘 알려졌다.
이들이 사용하는 슈아르어는 히바로어족에 속하며, 약 5만 명의 구사자가 있다. 이들은 역사적으로 영토를 방어하거나 외적을 공격할 때 호전적인 전투 능력을 보인 것으로 유명하다. 오늘날에는 많은 이들이 많은 슈아르족이 농업과 사냥을 중심으로 조직된 공동체에서 살고 있으며, 광업과 목재 산업에 종사하는 사람들도 있다.
'슈아르'는 슈아르어로 "사람"을 뜻하는 말이다. 슈아르족은 좁은 의미로는 히바로족(Jivaro)의 한 분파이나, 종종 '히바로족'이라 하면 슈아르족을 특정하여 가리키는 말일 때도 있다. 슈아르족은 안데스 산맥 기슭에 사는 '무라이야 슈아르족'과 산맥 동쪽의 습한 저지대에 사는 '아추 슈아르족'(아추아르족)으로 구분할 수 있다.

## 같이 보기
- 에콰도르 원주민
- 페루 원주민
- 히바로족